# Бронзовка гладкая
Бро́нзовка гла́дкая (лат. Protaetia (Cetonischema) speciosissima, Scopoli, 1786) (устаревшее - лат. Protaetia (Netocia) aeruginosa) — жук из подсемейства бронзовки в составе семейства пластинчатоусых (Scarabaeidae).

## Описание
Жук длиной 22—29 мм, блестящий, золотисто-зелёный, иногда с медно-красным отливом. Нижняя сторона тела и ноги зелёные, с синеватым отливом. Надкрылья равномерно-выпуклые, позади середины близ шва без продольного вдавления. Надкрылья без белых пятен, с небольшими вдавлениями типа пунктира.
Передний отросток среднегруди на вершине уплощён и несколько расширен, гладкий, в рассеянных точках, без волосков.

## Распространение
Польша, западная и южная Франция до Италии, Албания, Греция, Турция; Латвия, юг Белоруссии, Украина, Молдавия. В России северная граница ареала проходит от Калининградской области на Брянск, Тулу, Елец, Воронеж, Йошкар-Олу, Малмыж, Самару. Южная граница проходит по рубежу с Украиной и далее к Волгограду, по пойме Волги до её дельты и затем, совпадая с государственной, направляется на Оренбург. Есть данные о нахождении вида в Рязанской и Калужской областях. В Белгородской области изредка встречается в дубравах Борисовского, Белгородского, Шебекинского и Валуйского районов, где последние находки датируются 2001 годом.

## Места обитания

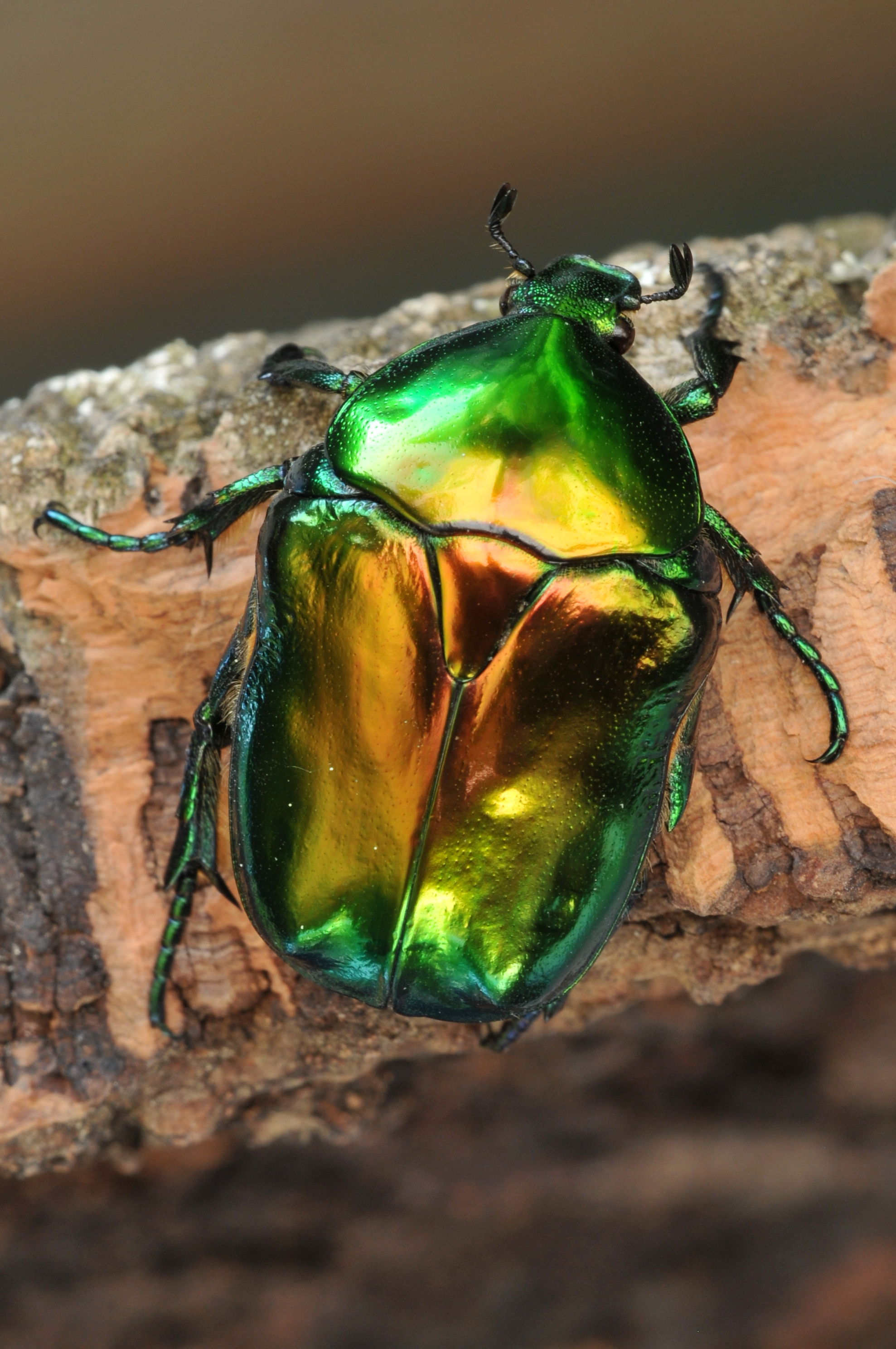

Обитает преимущественно в старых лесах и садах, где произрастают большие старые деревья. Личинки развиваются в трухлявой древесине лиственных пород деревьев, преимущественно дуба и плодовых культур.
Жуки встречаются с июня до сентября. Большую часть времени проводят на деревьях с вытекающим соком, иногда их можно найти на перезревших плодах груш, яблонь, черешен, реже встречаются на цветах.

## Численность
Количественные учёты не проводились. Косвенные данные дают основание считать, что численность сокращается.

### Ограничивающие факторы
Сокращение площади коренных лесов. Лесотехнические мероприятия, сопровождающиеся удалением старых и дуплистых деревьев.

## Замечания по охране
Занесена в Красную книгу России (II категория сокращающийся в численности вид)
Необходимые меры охраны: Сохранение старовозрастных деревьев, особенно дуба, яблони и груши в нагорных дубравах широколиственных лесах, создание в местах обитания вида мелких особо охраняемых природных территорий, ограничение вырубки старых широколиственных лесов, в том числе дубрав в лесостепи и степи европейской части России.